# Oxypilus tanzanicus
Oxypilus tanzanicus är en bönsyrseart som beskrevs av Roger Roy 1969. Oxypilus tanzanicus ingår i släktet Oxypilus och familjen Hymenopodidae. Inga underarter finns listade i Catalogue of Life.